# Plagiolepis labilis
Plagiolepis labilis är en myrart som beskrevs av Carlo Emery 1891. Plagiolepis labilis ingår i släktet Plagiolepis och familjen myror. Inga underarter finns listade i Catalogue of Life.